# Rifugio Pian Grand
Das Rifugio Pian Grand ist eine aus zwei Gebäuden bestehende unbewartete Hütte auf dem Pian Grand, auf dem Bergrücken zwischen dem Misox und dem Calancatal in Graubünden gelegen. Die beiden Nurdachhütten gehören der Associazione Sentieri Alpini Calanca (ASAC) und sind im Winter geschlossen. Sie sind eine von vier Übernachtungsmöglichkeiten auf dem Sentiero Alpino Calanca, der von der ASAC unterhalten wird.

## Lage und Umgebung
Die Hütten liegen auf rund 2400 m ü. M. am Rand des sich nach Osten öffnenden Kessels Pian Grand unterhalb des Piz Pian Grand, einem der Gipfel der Kette, die sich zwischen Calancatal und Misox in Nord-Süd-Richtung vom Zapporthorn bis zum Piz de Groven erstreckt.

## Geschichte
Die Hütten wurden 1985 durch die Mitglieder des ASAC im Rahmen der Erschliessung des Sentiero Alpino Calanca erbaut. Details siehe auch unter Capanna Buffalora.

## Wege

### Zustieg
- Von San Bernardino Dorf via Alp d'Ocola und Alp d'Arbeola 3½ Std.
- Von San Bernardino Dorf via Pass di Passit, Pass de la Cruseta, Bocca de Rogna 4½ Std.
- Ab Valbella via Alp de Trescolmen und Pass Ovest dell‘Alta Burasca ca. 5½ Std.

### Touren / Gipfelbesteigungen
- Piz Pian Grand 2689 m über Bocca de Rogna, 1–2 Std.
- Cima de la Bedoleta 2626 m über Pass Ovest dell’Alta Burasca, 1–2 Std.
- Pass Ovest dell’Alta Burasca (Bedoletapass) 2514 m. ü. M. 1–2 Std.

### Übergänge zu anderen Hütten
- Zum Rifugio Ganan über den Sentiero Alpino (Bedoletagrat 2514 m – Lagh de Trescolmen – Bocchetta del Büscenel 2157 m – Fil de Ciar 2346 m) ca. 4 Std.
- von dort weiter zur Capanna Buffalora über den Sentiero Alpino (Piz de Ganan 2412 m – Lagh de Calvaresc 2214 m – Buffalorahütte 2055 m) insgesamt ab Pian Grand ca. 9 Std.

Achtung! Der Abschnitt zwischen der Bocchetta de Büscenel und dem Fil de Ciar ist stark ausgesetzt und sollte nur bei sicherem Wetter begangen werden. Im Zweifel in der Capanna Buffalora erkundigen!